# Костов, Иван (геолог)
Иван Николов Костов (болг. Костов Иван Николов; 1913, Пловдив — 2004, София) — болгарский ученый в области минералогии и петрографии. Член-корреспондент (с 1961) и академик (1966) Болгарской академии Наук.

## Биография
Родился 24 декабря 1913 года в Пловдиве.
В 1936 году окончил Софийский университет и остался в нем работать, с 1953 года — профессор и заведующий кафедрой минералогии и кристаллография. С 1977 года — председатель Национального комитета по геологии. С 1978 года — директор Геологического института Болгарской AH. Президент Международной минералогической ассоциации в 1982—1986 годах, член Международной ассоциации генезиса рудных месторождений.
Иван Костов разработал новую классификацию минералов по геохимическим и кристалохимическим признакам. Открыл новый минерал — бончевит и новые для Болгарии минералы — плюмбиогумит, псевдомалахит, мезолит и другие. Открыл месторождения дистена Чепеларе. Изучал химизм и генезис некоторых цеолитов в Болгарии. Предложил унифицированный метод использования габитусовых изменений как генетический индикатор.
Умер 31 марта 2004 года в Софии.

## Награды и почетные звания
- Заслуженный деятель науки НРБ (1976).
- Почетный член Болгарского геологического общества (1971), а также почетный член ряда зарубежных геологических и минералогических обществ, в том числе и Украинского минералогического общества. Иностранный член Академии Наук СССР (1982).

## Память
- В честь Ивана Костова назван минерал «костовит».